# Jean-Pierre Chabrol
Jean-Pierre Chabrol (Chambonrigaud, Gard, 11 de juny de 1925 - Pontelhs e Bresís, Gard, 1 de desembre de 2001) és un escriptor francès.

## Biografia
Fill de professors de primària i net d'un camisard, va estudiar a Alès i el 1944 va participar en la Resistència francesa. Després es va allistar a l'Exèrcit d'alliberament francès FTP el 1945 a Berlín.
El 1947 es va casar amb Noëlle Vincensini, estudiant corsa enrolada a la Resistència de Montpellier que havia estat deportada a Ravensbrück, i amb la que tindrà quatre fills, entre ells Elsa Chabrol i el músic Olivier Chabrol. Es van divorciar el 1971.
El 1946, a París, va estar entre els redactors del diari comunista L'Humanité i va conèixer Louis Aragon, qui el va animar a escriure la seva primera novel·la, La dernière cartouche, publicada el 1953, el protagonista de la qual és un partisà i més tard un militar compromès a Indoxina. El 1955 es va publicar Le bout-galeux, guardonat amb el Prix Eugène-Dabit du roman populiste.
Va abandonar el Partit Comunista Francès després de la revolució hongaresa de 1956 i va continuar la seva tasca de novel·lista: el 1957 publica Fleur d'épine, el 1958 Un homme de trop, del qual Costa-Gavras adapta el 1967 la pel·lícula homònima, el 1959 Les innocents de mars, sobre els darrers dies de l'Alemanya nazi, el 1961 Les fous de Dieu, sobre els camisards, els camperols protestants dels Cévennes, novel·la que es va estrenar a la televisió el 1963.
La novel·la de 1965 Les rebelles inicia una trilogia continuada el 1966 amb La gueuse i conclosa el 1968 amb L'embellie. Chabrol aborda temes històrics amb Le canon fraternité, 1970, a la comuna de París, i amb Le bouc du désert (1975), sobre les guerres de religió, així com qüestions socials d'actualitat com la revolta dels viticultors francesos el 1975, a la qual es dedica el 1978 Caminarèm, escrit amb Claudi Martí.
Le Bonheur du Manchot va obtenir el Prix du Sud el 1995, mentre que La banquise, del 1998, sobre la guerra i la resistència, i Colères en Cévennes, del 2000, són les seves darreres novel·les. Chabrol va morir el 2001 a l'hospital de Pontelhs e Bresís.

## Obres
- 1953: La dernière cartouche.
- 1954: Le voleur de noces.
- 1955: Le bout-galeux.
- 1957: Fleur d'épine.
- 1958: Un homme de trop.
- 1959: Les innocents de mars.
- 1961: Les fous de Dieu.
- 1963: La chatte rouge.
- 1964: Mille millions de Nippons.
- 1965: Les rebelles (tomo I).
- 1966: La gueuse (Les rebelles, tomo II).
- 1966: Titane et Bougrenette.
- 1967: Je t'aimerai sans vergogne.
- 1967: L'illustre fauteuil et autres récits.
- 1968: L'embellie (Les rebelles, tomo III).
- 1968: Ma déchirure, Conte dramatique en seize tableaux.
- 1969: Contes d'outre temps.
- 1970: Le canon fraternité.
- 1972: Les chevaux l'aimaient.
- 1972: Le crève Cévenne.
- 1975: Le bouc du désert.
- 1976: Le balafré.
- 1977: La folie des miens.
- 1978: Caminarèm.
- 1980: Vladimir et les Jacques.
- 1982: Le lion est mort ce soir.
- 1983: Portes d'embarquement.
- 1985: Contes à mi-voix.
- 1993: Le bonheur du manchot.
- 1995: Les aveux du silence.
- 1997: Les mille et une veillées.
- 1998: La banquise.
- 2000: Colères en Cévennes.

## Guions
- 1953: Ma Jeannette et mes copains, curtmetratge de Robert Ménégoz
- 1968: Provinces (emissió "La voûte"), dirigida per Jean L'Hôte